# توستو
توستو (به لاتین: Tostu) یک منطقهٔ مسکونی در قرقیزستان است که در استان جلال‌آباد واقع شده‌است. توستو ۱٬۶۶۵ نفر جمعیت دارد.